# Segunda guerra médica
La segunda guerra médica consistió en una invasión persa de la Antigua Grecia, que duró dos años (480 a. C.-478 a C.), en el transcurso de las guerras médicas. Mediante esta invasión, el rey aqueménida Jerjes I pretendía conquistar toda Grecia. La invasión fue una respuesta directa, aunque tardía, a la derrota en la primera guerra médica (492 a. C.-490 a C.), concretamente en la batalla de Maratón. Aquella batalla terminó con el intento de Darío I de sojuzgar Grecia. Tras la muerte de este rey, su hijo Jerjes dedicó varios años a planificar la segunda invasión, reuniendo un enorme ejército y una flota numerosa. Atenas y Esparta lideraron la resistencia griega, a la que se sumaron unas 70 polis. Sin embargo, la mayoría de las ciudades griegas permanecieron neutrales, o bien se sometieron a Jerjes.
La invasión comenzó en la primavera de 480 a. C. cuando el ejército persa cruzó el Helesponto y atravesó Tracia y Macedonia rumbo a Tesalia, cuyas ciudades se sometieron a Jerjes. El avance persa fue bloqueado en el paso de las Termópilas por una pequeña fuerza aliada bajo el mando del rey Leónidas I de Esparta. Simultáneamente, la flota persa fue interceptada por una flota aliada en los estrechos de Artemisio. En la conocida batalla de las Termópilas, el ejército griego retuvo al persa durante dos días, antes de ser atacado por el flanco desde un paso de montaña, tras lo cual la retaguardia aliada fue atrapada en el desfiladero y aniquilada. La flota aliada también se mantuvo firme durante dos días en la batalla de Artemisio, pero cuando recibió las noticias del desastre en las Termópilas, se retiró a Salamina.
Después de las Termópilas, toda Beocia y Ática cayeron en manos persas, que capturaron e incendiaron Atenas. No obstante, un gran ejército aliado fortificó el estrecho istmo de Corinto, protegiendo así el Peloponeso de la conquista persa. Ambos bandos buscaron entonces una victoria naval que pudiera alterar el curso de la guerra de manera decisiva. Temístocles, general ateniense, atrajo a la flota persa hasta los angostos estrechos de Salamina, donde el gran número de naves persas provocó el caos en su formación, y fueron totalmente derrotadas por la flota aliada. La victoria aliada en Salamina acabó con los sueños de una victoria rápida para Jerjes quien, temiendo verse atrapado en Europa, se retiró a Asia dejando al mando a su general Mardonio con las tropas de élite. Sus órdenes eran terminar la conquista de Grecia.
La primavera siguiente, los aliados reunieron el mayor ejército hoplita de su historia, y cruzaron el istmo hacia el norte, buscando la batalla con Mardonio. En la batalla de Platea, la infantería griega demostró su superioridad de nuevo, infligiendo una severa derrota a los persas y acabando con la vida de Mardonio en el proceso. El mismo día, una armada griega cruzó el mar Egeo y destruyó los restos de la flota persa en la batalla de Mícala. Con esta doble derrota, la invasión se dio por finalizada, y el poder naval persa quedó notablemente dañado. Los griegos pasarían entonces a la ofensiva, expulsando definitivamente a los persas de Europa, las islas del Egeo y Jonia. La guerra finalizó en 478 a. C.

## Historiografía
La principal fuente de las guerras médicas es el historiador griego Heródoto. La historiografía le considera el «padre de la historia», Nació en 484 a C., en Halicarnaso, ciudad griega de Asia Menor, en aquel entonces gobernada por los persas. Escribió su obra Historia entre el 440 y 430 a. C., intentando rastrear los orígenes de las guerras greco-persas, que aún se habrían considerado historia reciente (finalizaron por completo en 449 a. C.) El enfoque de Heródoto fue completamente novedoso, y al menos para la sociedad occidental, Heródoto es considerado el inventor de la historia tal y como la conocemos hoy. Como expresa Holland:

Por primera vez, un cronista se propone rastrear los orígenes de un conflicto no hasta un pasado tan antiguo o remoto que resultara fabuloso, no lo atribuye a los deseos o caprichos de ningún dios, ni tampoco al destino manifiesto de un pueblo, sino a explicaciones que él mismo pudiese verificar.
Holland

Muchos historiadores antiguos posteriores, aunque siguieron sus pasos, ridiculizaron a Heródoto. El primero de ellos, Tucídides. No obstante, Tucídides decidió continuar su historia donde la dejaba Heródoto (en el sitio de Sestos), por lo que se presupone que consideró que Heródoto había hecho un buen trabajo resumiendo la historia precedente. Plutarco criticó a Heródoto en su ensayo Sobre la maldad de Heródoto, donde describía al historiador como Philobarbaros (amante de los bárbaros), por no ser lo suficientemente favorable a los griegos. Lejos de desprestigiarle, este hecho hace suponer que Heródoto mantuvo un punto de vista bastante objetivo. La visión negativa sobre Heródoto llegó hasta la Europa renacentista, aunque siguió siendo profusamente leído. Sin embargo, desde el siglo XIX, su reputación ha sido rehabilitada espectacularmente por hallazgos arqueológicos que confirmaban repetidamente su versión de los acontecimientos. La visión moderna considera que Heródoto hizo generalmente un trabajo notable en su Historia, pero también que algunos detalles específicos, especialmente fechas y cifras, deben ser contemplados con escepticismo. En cualquier caso, siguen existiendo historiadores que consideran que Heródoto inventó gran parte de su historia.
El historiador siciliano Diodoro Sículo, en su obra Biblioteca histórica escrita en el siglo I a. C., también hace una crónica de las guerras médicas, tomando como fuente principal al historiador griego Éforo de Cime. Este relato es bastante consistente con el de Heródoto. Las guerras médicas son también descritas en menor detalle por un gran número de historiadores antiguos, incluyendo a Plutarco y Ctesias de Cnido, y se hace alusión a las mismas por parte de muchos otros escritores como el dramaturgo Esquilo. Las evidencias arqueológicas, entre las que se encuentra la Columna de las Serpientes, respaldan algunos datos específicos del relato de Heródoto.

## Trasfondo
Las ciudades Estado griegas de Atenas y Eretria habían apoyado la infructuosa revuelta jónica contra el Imperio persa de Darío I en 499-494 a. C. El Imperio persa era aún relativamente joven, y eran comunes las rebeliones en su seno. Por si eso no fuera suficiente, el rey persa Darío era un usurpador, y hubo de extinguir numerosas revueltas contra su reinado. La revuelta jónica amenazó directamente la misma integridad del Imperio persa, y los estados de la Grecia europea seguían representando una potencial amenaza para su estabilidad futura. Por tanto, Darío decidió someter y pacificar Grecia y el Egeo, al tiempo que escarmentaba a los implicados en la revuelta. Una expedición preliminar bajo el mando de Mardonio, en 492 a. C., destinada a asegurar la frontera europea con Grecia, terminó con la reconquista de Tracia y la sumisión de Macedonia como reino títere de Persia.

Mapa del mundo griego en la época de la invasión.

En 491 a. C., Darío envió emisarios a todas las ciudades estado griegas, reclamando «tierra y agua», un antiguo símbolo de sumisión. Temerosas del poder desplegado por el persa el año anterior, la mayoría de las polis griegas se vieron obligadas a capitular. En Atenas, sin embargo, los embajadores persas fueron juzgados y ejecutados. En Esparta, simplemente fueron arrojados a un pozo. Esto implicaba la entrada efectiva de Esparta en la guerra contra el Imperio aqueménida.
Darío reclutó una poderosa fuerza anfibia, y la puso bajo el mando de Datis y Artafernes en 490 a. C. Atacaron primero la isla de Naxos, y posteriormente obtuvieron la sumisión del resto de las islas Cícladas. El ejército expedicionario llegó hasta la ciudad de Eretria, que fue asediada y destruida. Finalmente, se encaminó en dirección a Atenas, desembarcando en Maratón, donde se enfrentó a un ejército ateniense muy inferior en número. En la consiguiente batalla, los atenienses consiguieron una gran victoria, obligando al ejército persa a retirarse a Asia.
Como consecuencia, Darío empezó a reclutar un nuevo ejército, más poderoso, con la intención de someter toda Grecia. Sus planes se vieron perturbados en 486 a. C., con la rebelión de sus súbditos de Egipto. Esta rebelión pospuso indefinidamente los preparativos para la expedición. Darío murió mientras se disponía a marchar sobre Egipto, y el trono de Persia pasó a manos de su hijo Jerjes I. Jerjes aplastó la sublevación en Egipto, y retomó rápidamente los preparativos para invadir Grecia. La expedición estuvo lista en 480 a. C., comenzando en consecuencia la segunda invasión de Grecia, bajo el mando de Jerjes en persona.

## Preparativos persas
Dado que se trataba de una invasión a gran escala, requería una planificación a largo plazo, acopio de suministros y reclutamiento intensivo. Jerjes decidió construir un puente en el Helesponto, para permitir el paso de su ejército a Europa, y construir un canal en el istmo de monte Athos (el canal de Jerjes), junto a cuya costa una flota persa había sido destruida en 492 a. C. Ambos proyectos eran excepcionalmente ambiciosos, y superarían los recursos de cualquier estado moderno. Sin embargo, la campaña se retrasó otro año debido a una nueva revuelta en Egipto y Babilonia.
En 481 a C., tras aproximadamente cuatro años de preparación, Jerjes comenzó a reunir a sus tropas para la invasión de Europa. Heródoto menciona los nombres de 46 naciones en las que reclutó tropas. El ejército persa se reunió en Asia Menor entre verano y otoño de 481 a C. Los ejércitos de las satrapías orientales se reunieron en Kritala, Capadocia y fueron conducidos por Jerjes hasta Sardes, donde pasaron el invierno. Nada más comenzar la primavera, se desplazaron a Abidos, donde se reunieron con los ejércitos procedentes de las satrapías occidentales. La tropa combinada entró en Europa, cruzando el Helesponto sobre dos puentes de pontones.

### Tamaño de las fuerzas persas

#### Ejército
El número de tropas que Jerjes reunió para la segunda invasión de Grecia ha sido objeto de interminables discusiones, dado que las fuentes antiguas mencionan unas cifras exageradamente numerosas: Heródoto afirma que eran, en total, 2,5 millones de soldados, acompañados por un número equivalente de personal auxiliar. El poeta Simónides de Ceos, que era casi contemporáneo a los hechos, habla de 4 millones. Ctesias da la cifra de 800 000 como el total de soldados en el ejército armado por Jerjes. Aunque se ha sugerido que Heródoto o sus fuentes habían accedido a los registros oficiales del Imperio aqueménida de las fuerzas participantes en la expedición, eruditos modernos tienden a rechazar estas figuras basadas en el conocimiento de los sistemas militares persas, su capacidades logísticas, el terreno griego, y los suministros disponibles a lo largo del recorrido del ejército.
Los historiadores modernos atribuyen generalmente los números dados en fuentes clásicas al resultado de errores en los cálculos, propaganda persa en el curso de la guerra, o exageraciones por parte de los vencedores. Este tema ha sido debatido ardientemente, pero el consenso moderno sitúa el número de tropas entre 200 000 y 250 000. En cualquier caso, fueran cuales fuesen los números reales, Jerjes deseaba asegurar el éxito de la expedición mediante la superioridad numérica por tierra y mar.
Heródoto relata que el ejército y la armada, en su marcha por Tracia, se detuvieron en Dorisco para recibir una inspección de Jerjes. En este punto, el historiador hace un recuento del número de tropas presentes:
| Unidades | Números   |
| --- | --------- |
| 1207 trirremes con una tripulación de 200 hombres de 12 etnias distintas: fenicios, egipcios, chipriotas, cilicios, panfilios, licios, dorios de Asia, carios, jonios, isleños del Egeo, eolios, griegos del Ponto Euxino. | 241 400   |
| 30 marinos por trirreme se discute si ya se hallaban contabilizados en el número de navíos iranios, medos o escitas. | 36 210    |
| 3000 galeras, incluyendo pentecónteros de 50 remeros (tripulación total de 80 hombres), barcos de 30 remeros, galeras ligeras y transportes pesados de caballos | 240 000   |
| Total de hombres en la flota | 517 610   |
| Infantería de 47 grupos étnicos, incluidos medos, cisios, hircanios, asirios, caldeos, bactrianos, sacas, indios, arios, partos, corasmios, sogdianos, gandarios, dadicas, caspios, sarangas, pacties, utios, micos, paricanios, árabes, etíopes africanos, etíopes orientales, libios, paflagonios, ligures, matienos, mariandinos, capadocios, frigios, armenios, lidios, misios, bitinios, pisidios, lasonios, milias, moscos, tibarenos, macrones, mosinecos, mares, colcos, alarodios, saspires y los pueblos isleños del mar Eritreo. | 1 700 000 |
| Jinetes persas, sagartios, medos, cisios, indios, caspios y paricanios. | 80 000    |
| Jinetes árabes de dromedario y carros de guerra libios | 20 000    |
| Total de fuerzas asiáticas | 2 317 610 |
| 120 trirremes de 200 tripulantes procedentes de Tracia y las islas vecinas. | 24 000    |
| Infantería balcánica de 13 etnias distintas: Tracios europeos, peonios, eordios, botieo, calcídicos, brigios, pierios, macedonios, perrebos, enianes, dólopes, magnesios, aqueos de Ftiótide | 300 000   |
| Total de fuerzas | 2 641 610 |
| 1. 2. 3. 4. |           |

Heródoto dobla este total con el personal de apoyo, contabilizando así el ejército persa al completo en 5 283 220 hombres. Otras fuentes antiguas muestran unos números similares. El poeta Simónides de Ceos, casi contemporáneo de los hechos, habla de cuatro millones; Ctesias indica que 800 000 fue el número total de efectivos militares reunidos en Dorisco.
Un historiador moderno de gran influencia, George Grote, marcó la pauta expresando incredulidad ante los números mencionados por Heródoto: «Obviamente, es imposible aceptar estas inmensas cifras, ni siquiera considerándolas aproximadas.» La objeción principal de Grote se basa en dificultades de suministro, aunque no analiza el problema en detalle. No rechaza por completo la crónica de Heródoto, citando los informes de éste sobre los cuidadosos métodos persas de recuento y acopio de suministros para tres años de campaña, pero atrae la atención hacia las contradicciones de las fuentes antiguas. El principal factor para limitar el tamaño del ejército persa, sugerido originalmente por Sir Frederick Maurice (un oficial de logística británico) es el suministro de agua. Maurice sugiere que un máximo de 200 000 hombres y 70 000 animales podrían haber sido abastecidos en cierta región de Grecia. También sugiere que Heródoto puede haber confundido los términos persas de quiliarquía (1000) y miriarquía (10 000), llevándole a multiplicar las cifras por un factor de diez. Otros tempranos historiadores modernos estimaron que las fuerzas terrestres participantes en la invasión eran de 100 000 soldados o menos, basándose en los sistemas logísticos disponibles en la Antigüedad.
Munro y Macan recalcan que Heródoto da los nombres de seis comandantes principales y 29 miriarcas (líderes de un baivabaram, unidad básica de infantería persa, formada por unos 10 000 soldados), lo que implicaría una hueste de aproximadamente 300 000 hombres. Otros proponentes barajan números entre 250 000 y 700 000 Un historiador, Kampurio, incluso admite como realista la cifra de Heródoto de 1 700 000 infantes y 80 000 jinetes (incluyendo personal auxiliar) por varias razones, incluyendo la extensión geográfica donde se había reclutado el ejército (desde la actual Libia hasta Pakistán), las proporciones entre fuerzas de tierra y marítimas, entre infantería y caballería, o entre tropas persas y tropas griegas.

#### Flota
El tamaño de la flota persa también es disputado, aunque quizá en menor medida. Refiere Heródoto, que la flota persa contaba con 1207 trirremes y 3000 barcos de transporte y suministro, incluyendo galeras de 50 remeros o pentecónteros (griego: πεντηκοντήρ), cércuros, triacónteros y navíos ligeros para el transporte de caballos. Heródoto da la composición detallada de los trirremes persas:
| Región          |     | Región               |     | Región         | Número de naves |
| --------------- | --- | -------------------- | --- | -------------- | --------------- |
| Fenicia y Siria | 300 | Egipto               | 200 | Chipre         | 150             |
| Cilicia         | 100 | Jonia                | 100 | Ponto Euxino   | 100             |
| Caria           | 70  | Eolia                | 60  | Licia          | 50              |
| Panfilia        | 30  | Dorios de Asia Menor | 30  | Islas Cícladas | 17              |
|                 |     |                      |     | Total          | 1207            |

Según Heródoto, este es el número de naves que lucharon en la batalla de Salamina, no obstante las pérdidas sufridas en las tormentas de Sepia y Eubea, y en la batalla de Artemisio. Indica que las bajas fueron reemplazadas por nuevas naves, aunque solo menciona expresamente a los 120 trirremes tracios y un número no especificado de barcos procedentes de las islas griegas. Esquilo, quien luchó en Salamina, también afirma que se enfrentó a 1207 barcos de guerra, de los cuales 1000 eran trirremes y 207 barcos más rápidos. Diodoro y Lisias por su parte afirma que en Dorisco había 1200 naves. Éforo de Cime menciona ese mismo número de 1207, aunque solo al comienzo de la invasión, aunque su profesor Isócrates cifra las naves en 1300 en Dorisco y 1200 en Salamina Ctesias menciona otro número, 1000 barcos, mientras Platón, hablando en términos generales hace referencia a «mil barcos y más».
Estas cifras son consistentes con los baremos antiguos, y puede aceptarse un correcto un número en torno a 1200. Algunos de los historiadores modernos aceptan este número, aunque sugieren que debió menguar considerablemente tras la batalla de Salamina. Trabajos recientes sobre las guerras médicas rechazan esta cantidad, considerando la cifra de 1207 como una referencia a la flota griega combinada durante la Ilíada, y generalmente suponiendo que los persas no emplearon más de 600 barcos de guerra en el Egeo.

## Preparativos griegos
Los atenienses se habían preparado para la guerra contra Persia desde mediados de los 480 a. C. En 482 a. C., bajo la égida política de Temístocles, tomaron la decisión de construir una gran flota de trirremes para contrarrestar un posible ataque naval. Los atenienses no disponían de población suficiente para luchar simultáneamente por tierra y mar, por tanto combatir a los persas requería una alianza de varias polis griegas. En 481 a. C. Jerjes envió embajadores por toda Grecia, pidiendo «tierra y agua», pero evitando deliberadamente a Atenas y Esparta. Comenzó así a germinar la colaboración entre ambos estados. Fue convocado un congreso de naciones en Corinto, a finales del invierno de 481 a. C., en el cual nació una confederación de polis griegas. Esta confederación tenía el poder de enviar mensajeros pidiendo ayuda y desplazar tropas de los estados miembros a puntos defensivos previo consenso. Heródoto no menciona ningún nombre para la unión, sino que simplemente les llama «οἱ Ἕλληνες» (los Griegos) y «los griegos que habían jurado alianza» o «los griegos que se habían aliado». A partir de aquí, se hará referencia a ellos como 'los aliados'. Esparta y Atenas asumieron un rol de liderazgo en el congreso, pero los intereses de todos los estados jugaron un importante papel en determinar la estrategia defensiva. Poco se conoce sobre las discusiones o decisiones internas del congreso durante estos encuentros. Sólo 70 de las aproximadamente 700 ciudades griegas enviaron representantes. En cualquier caso, esto resultaba excepcional para el desunido mundo griego, especialmente teniendo en cuenta que muchas de las ciudades que enviaron representantes se encontraban técnicamente en guerra entre ellas.
El resto de ciudades-estado se mantuvieron neutrales en su mayor parte, esperando por el resultado de la confrontación. Tebas representaba una sensible ausencia, y fue sospechosa de colaboracionismo con los persas cuando llegó la fuerza de invasión. No todos los tebanos se mostraron de acuerdo con esta política, y 400 hoplitas «lealistas» se unieron a la fuerza aliada en las Termópilas, al menos de acuerdo a una posible interpretación. La ciudad más importante que apoyó activamente a Persia - «medizó»- fue Argos, en el Peloponeso, controlado extensamente por Esparta. Sin embargo, los argivos fueron debilitados severamente en 494 a. C. cuando una fuerza espartana dirigida por Cleómenes I aniquiló el ejército argivo en la batalla de Sepea y masacró a los fugitivos.

### Tamaño de las fuerzas aliadas
Los aliados no disponían de «ejército de campaña», ni existía la necesidad de formar uno. Como luchaban en territorio patrio, podían reclutar ejércitos como y cuando fuera necesario. Aparecieron por tanto fuerzas aliadas de distinta magnitud a lo largo de la campaña. Estos efectivos son discutidos independientemente en el artículo dedicado a cada batalla.

## Primavera de480 a. C.: Tracia, Macedonia y Tesalia
Tras cruzar a Europa en abril de 480 a. C., el ejército persa comenzó su marcha hacia Grecia. Se establecieron cinco grandes depósitos de suministro en la ruta: en Lefki Akti, en el lado tracio del Helesponto; en Tyrozis sobre el lago Bistónide, en Dorisco junto al estuario del río Évros, donde el ejército asiático se reunió con los aliados balcánicos; en Eyón sobre el río Estrimón; y en Terma, actual Salónica. Durante años, se envió comida a estos lugares en previsión de la campaña. Compraron y cebaron animales, mientras la población local fue ordenada a moler grano durante meses. Al ejército persa le llevó aproximadamente tres meses viajar sin oposición alguna desde el Helesponto a Terma, un viaje de 600 kilómetros. Se detuvo en Dorisco, donde se le unió la flota. Jerjes reorganizó las tropas en unidades tácticas, reemplazando las unidades tradicionales utilizadas durante la marcha.
El "congreso" aliado se reunió de nuevo en primavera de 480 a. C. Una delegación tesalia sugirió que los aliados podían reunirse en el estrecho valle de Tempe, en la frontera Tesalia, bloqueando así el avance de Jerjes. En consecuencia, una hueste de 10 000 aliados, dirigida por el arconte espartano Euneto y Temístocles fue enviada al paso. Sin embargo, una vez allí, fueron informados por Alejandro I de Macedonia de que el valle podía ser traspasado por al menos dos lugares más, y de que la fuerza de Jerjes era inmensa. Ante esas nuevas, los aliados se retiraron. Poco después, llegaron las noticias de que Jerjes había cruzado el Helesponto. El abandono de Tempe implicó la sumisión de Tesalia a los persas, igual que hicieron varias ciudades al norte del paso de las Termópilas cuando se hizo evidente que no iban a recibir ayuda.
Temístocles sugirió entonces una segunda estrategia. La ruta hacia la Grecia meridional (Beocia, Ática y el Peloponeso) requería que el ejército de Jerjes viajara a través del estrecho paso de las Termópilas. Éste podía ser fácilmente bloqueado por los aliados, independientemente de la superioridad numérica persa. Más aún, para evitar que los persas evitaran las Termópilas por mar, la marina aliada podía bloquear los estrechos de Artemisio. Esta estrategia dual fue la adoptada por el congreso. No obstante, las ciudades del Peloponeso hicieron planes secundarios para defender el istmo de Corinto si fuera necesario, mientras las mujeres y niños de Atenas evacuaban la ciudad en masa para refugiarse en la ciudad peloponesia de Trecén.

## Agosto de480 a. C.: Termópilas y Artemisio
Cuando los aliados recibieron la noticia de que Jerjes estaba limpiando los caminos alrededor del monte Olimpo, con la clara intención de cruzar las Termópilas, se encontraban en el periodo de tregua asociado a la celebración de los juegos olímpicos, y el festival espartano de las Carneas, durante los cuales la guerra era considerada sacrílega. Aun así, los espartanos consideraron la amenaza tan grave que enviaron a su rey Leónidas I con su guardia personal o Hippeis de 300 hombres. En este caso, los soldados jóvenes de élite fueron reemplazados por veteranos que ya tenían hijos. Leónidas recibió el apoyo de contingentes de otras ciudades peloponesias aliadas, y otras fuerzas que se les unieron en la ruta hacia las Termópilas. Los aliados procedieron a ocupar el paso, reconstruyeron el muro que los focios levantaran en el punto más estrecho del paso, y esperaron la llegada de Jerjes.

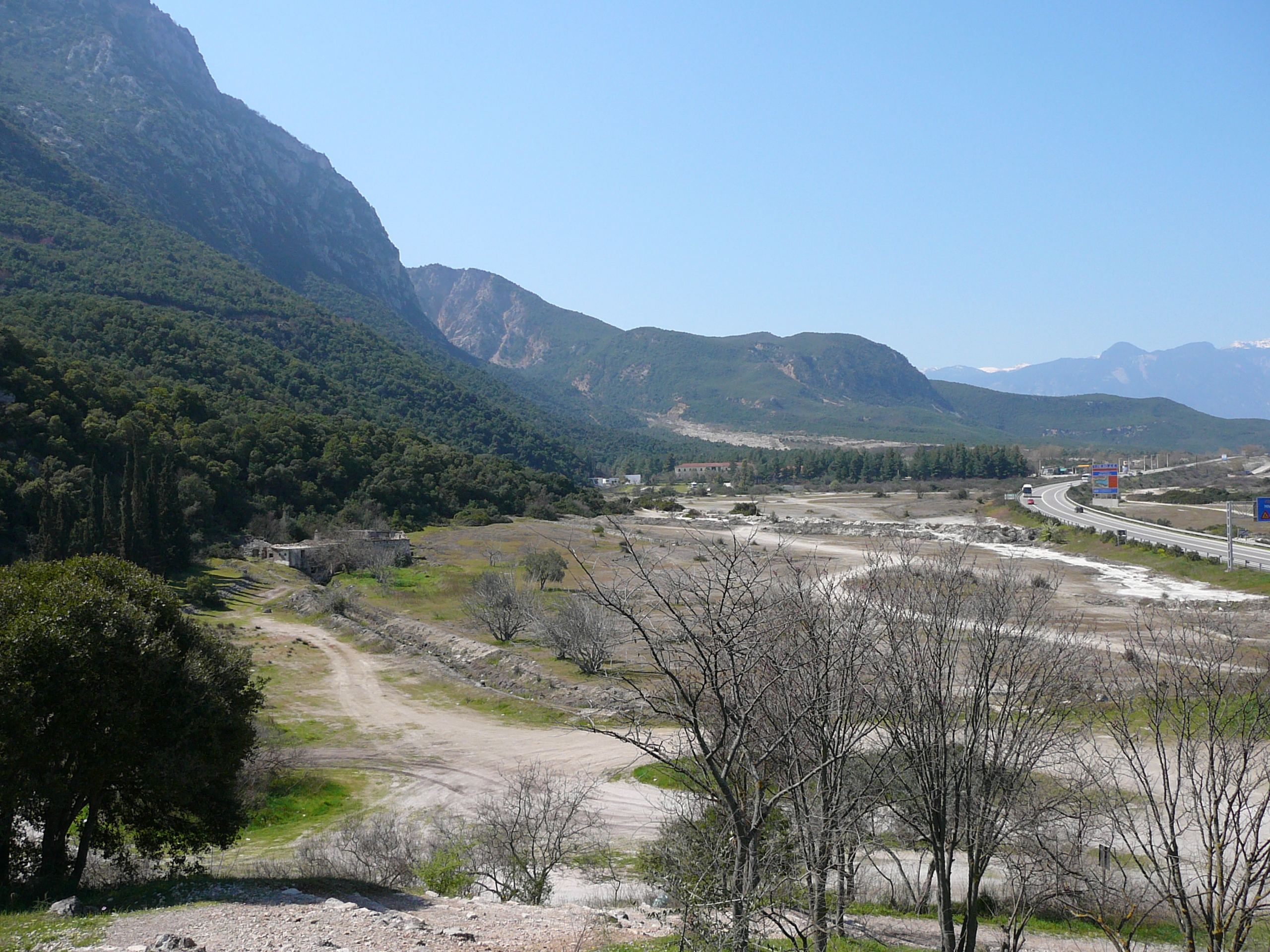
El paso de las Termópilas en la actualidad.

Cuando los persas llegaron a las Termópilas a mediados de agosto, esperaron tres días para que los aliados se dispersaran. Cuando Jerjes se convenció de que los aliados pretendían mantener el desfiladero, envió sus tropas al ataque. La posición griega era perfecta para las tácticas hoplíticas, mientras que los contingentes persas se veían forzados a atacar la posición de falange frontalmente. Los aliados mantuvieron el frente dos días completos, y aguantaron todo lo que Jerjes lanzó contra sus filas. Sin embargo, al final del segundo día, fueron traicionados por un residente local llamado Efialtes, que reveló a Jerjes un paso de montaña que llevaba directamente a la retaguardia de las filas aliadas. Jerjes envió entonces a sus tropas de élite, los Inmortales, a flanquear a los aliados en una marcha nocturna. Cuando Leónidas supo que los persas conocían el paso, Leónidas envió de regreso al grueso del ejército aliado, permaneciendo con 300 espartanos, 700 tespios, 400 tebanos y quizá algunos más para proteger su retirada. Al tercer día de batalla, los aliados restantes abandonaron el muro para acometer frontalmente a los persas y matar tantos como fuera posible. Finalmente, la retaguardia griega fue aniquilada, y el paso de las Termópilas quedó expedito.
Simultáneamente a la Batalla de las Termópilas, una fuerza naval aliada de 271 trirremes defendió el Estrecho de Artemisio contra los persas. Previamente a la batalla, la flota persa había sido sorprendida por una galerna en la costa de Magnesia, perdiendo muchos barcos, aunque probablemente dispusieran de más de 800 al inicio de la batalla. El primer día, que coincidió con el primer día de batalla en las Termópilas, los persas destacaron 200 barcos, que debían bordear la costa de Eubea y bloquear la línea de retirada de la flota aliada. Mientras tanto, los aliados y los persas restantes trabaron combates a media tarde, siendo éstos favorables al bando griego, que capturó hasta 30 barcos. Por la noche, estalló otra tormenta, naufragando la mayoría del destacamento persa enviado a cortar la retirada griega.

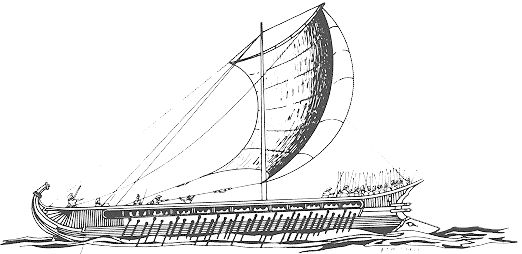
Trirreme griego.

El segundo día de batalla, las noticias de este naufragio llegaron a los griegos. Sabiendo sus vías de escape seguras, decidieron mantener la posición. Utilizaron tácticas de ataque y retirada sobre varios barcos cilicios, capturándolos y destruyéndolos. No obstante, al tercer día la flota persa atacó las líneas griegas con todos sus efectivos. Tras un día de cruentos combates, los aliados mantuvieron las posiciones, no sin sufrir severas pérdidas en el proceso. La mitad de la flota ateniense había quedado dañada,) pero los aliados habían infligido un número equivalente de bajas a la armada persa. Esa noche, los griegos recibieron las noticias de la caída de las Termópilas. Dado que la flota griega se encontraba menguada, y en cualquier caso ya no tenía sentido defender Artemisio, se retiraron a la isla de Salamina.

## Septiembre de480 a. C.: Salamina
La victoria en las Termópilas dejaba toda Beocia en manos de Jerjes. Las dos ciudades que se le habían resistido, Tespias y Platea, quedaron arrasadas. Ática quedaba desprotegida ante una invasión, y la población restante de Atenas fue también evacuada, con la ayuda de la flota aliada, hasta Salamina. Los aliados del Peloponeso comenzaron a fortificar el istmo de Corinto, construyendo una muralla y demoliendo la carretera desde Megara, abandonando así Atenas a los persas. La ciudad cayó, los pocos atenienses que se habían atrincherado en la Acrópolis fueron derrotados, y Jerjes ordenó el incendio de la ciudad.

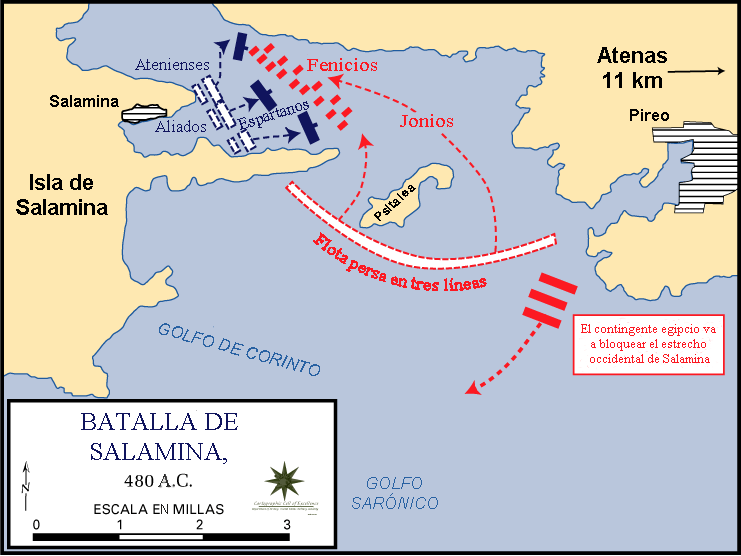
Batalla de Salamina.

Los persas habían capturado la mayor parte de Grecia, pero Jerjes se había encontrado con más problemas de los esperados. Su prioridad consistía en terminar la guerra lo antes posible. La inmensa fuerza invasora no podía ser suministrada eternamente, y probablemente Jerjes no quería abandonar las riendas de su imperio durante tanto tiempo. Las Termópilas habían mostrado que un ataque frontal contra una posición griega bien defendida tenía pocas posibilidades de éxito. Con los aliados haciéndose fuertes en el istmo, existían pocas probabilidades de que Persia pudiera conquistar el resto de Grecia por tierra. Ahora bien, si la línea defensiva del istmo podía ser superada por mar, los aliados serían fácilmente derrotados. Tal maniobra requería la neutralización de la armada griega. En resumen, si Jerjes podía destruir la armada griega, estaría en una posición inmejorable para forzar la rendición de toda Grecia. Esta parecía la última esperanza para concluir la campaña esa misma estación. Del mismo modo, evitando su destrucción, o como esperaba Temístocles, destruyendo la flota persa, los griegos podían evitar la conquista. Ambos lados se jugaron el todo por el todo en un enfrentamiento naval, con la esperanza de alterar el curso de la guerra de manera decisiva.
Así, la flota griega permaneció junto a Salamina en septiembre, a pesar de la inminente llegada de los persas. Ni siquiera se movió cuando Atenas cayó ante el ejército persa, intentando atraer a la armada de Jerjes a la batalla. En parte como resultado de los subterfugios de Temístocles, los navíos trabaron finalmente combate en los escarpados estrechos de Salamina. Allí, la cantidad de barcos persas representaba un estorbo, pues debían maniobrar con grandes dificultades para evitarse, y por tanto quedaron desorganizados. Aprovechando la oportunidad, la flota aliada atacó, y consiguió una victoria decisiva. Hundieron o capturaron al menos 200 naves persas, y se aseguraron de que el Peloponeso no fuera rebasado por mar.
De acuerdo a Heródoto, tras esta derrota, Jerjes intentó construir un paso sobre el estrecho para atacar Salamina, mientras que Estrabón y Ctesias sitúan este hecho previamente a la batalla. En cualquier caso, el proyecto fue abortado en fase muy temprana. Habiendo perdido la superioridad naval, Jerjes temía que los griegos navegaran hacia el Helesponto y destruyeran los puentes de pontones. De acuerdo a Heródoto, Mardonio se ofreció a permanecer en Grecia y completar la conquista con un grupo escogido de tropas, mientras aconsejaba a Jerjes retirarse a Asia con el grueso de las tropas. Todas las fuerzas persas abandonaron el Ática, y Mardonio pasó el invierno en Beocia y Tesalia. Los atenienses pudieron regresar a su arrasada ciudad en invierno.

## Otoño e invierno de 480/479 a. C.

### Sitio de Potidea
Heródoto relata que un general persa, Artabazo escoltó a Jerjes hasta el Helesponto junto a 60 000 hombres de las tropas que seleccionó Mardonio. Mientras el monarca se encontraba en Asia y Mardonio estaba invernando por Tesalia y Macedonia, emprendió el regreso a Grecia. Mientras se acercaba a Palene, y enterarse de que los potideatas se habían rebelado «creyó tener la capacidad para esclavizar a los habitantes de Potidea».
Pese a sus intentos por capturar la ciudad por traición, los persas se vieron forzados a mantener el asedio durante tres meses, es decir, todo el invierno del año 480-479 a. C. Luego, con la intención de aprovechar una gran bajamar más duradera de lo habitual, que formó una marisma, comenzaron a pasar por allí en dirección a Palene para atacar la ciudad por la zona de los puertos. Pero cuando habían recorrido dos quintas partes del trayecto el ejército persa quedó atrapado por una pleamar de gran magnitud, fenómeno frecuente pero no de esas proporciones hasta esa fecha, a decir de los lugareños. Muchos de los hombres se ahogaron y los sobrevivientes fueron atacados por los botes de los defensores de Potidea. Por esta razón, Artabazo debió levantar el asedio y condujo al resto de sus hombres a Tesalia, reuniéndose con Mardonio.

### Sitio de Olinto
Mientras sitiaba Potidea, Artabazo también decidió sitiar Olinto, otra ciudad sumida en una revuelta. Esta ciudad se encontraba en poder de la tribu de los botieos, quienes habían sido expulsados de Macedonia. Luego de capturar la ciudad, Artabazo masacró a los defensores y la devolvió al pueblo calcídico.

## Junio de479 a. C.: Platea y Mícala
Parece ser que en invierno surgieron tensiones en el seno de la alianza griega. En particular, los atenienses, que no gozaban con la protección del istmo de Corinto, pero cuya flota representaba la clave para la seguridad del Peloponeso, se sintieron injustamente tratados. Solicitaron una marcha hacia el norte al año siguiente. Cuando el resto de aliados se negaron a ello, la armada ateniense rehusaría unirse al resto de la marina aliada en primavera. La marina, bajo el mando del rey espartano Leotíquidas II, trató de pasar desapercibida junto a Delos, mientras la flota persa hacía lo propio cerca de Samos, ambos bandos reacios a arriesgar una batalla. Del mismo modo, Mardonio permaneció en Tesalia, consciente de la futilidad de atacar el Istmo, mientras los aliados rehusaban enviar un ejército fuera del Peloponeso.
Mardonio intentó romper las tablas, ofreciéndole la paz, autogobierno y expansión territorial a Atenas. Planeaba así eliminar la amenaza de la flota ateniense definitivamente, y para ello utilizó a Alejandro I de Macedonia como intermediario. Los atenienses se aseguraron de que una delegación espartana se hallara presente, pero rehusaron la oferta. Atenas fue evacuada de nuevo, y Mardonio volvió a capturar la ciudad. El general persa reiteró su oferta de paz a los atenienses refugiados en Salamina. Atenas, junto a Megara y Platea, envió emisarios a Esparta solicitando ayuda, y amenazando con aceptar los términos persas de lo contrario. Los espartanos, que en dicha época celebraban las fiestas Jacintias, retrasaron su decisión diez días. No obstante, cuando los embajadores atenienses enviaron un ultimátum a la ciudad laconia, se asombraron al saber que ya había un ejército en movimiento para enfrentarse a los persas.

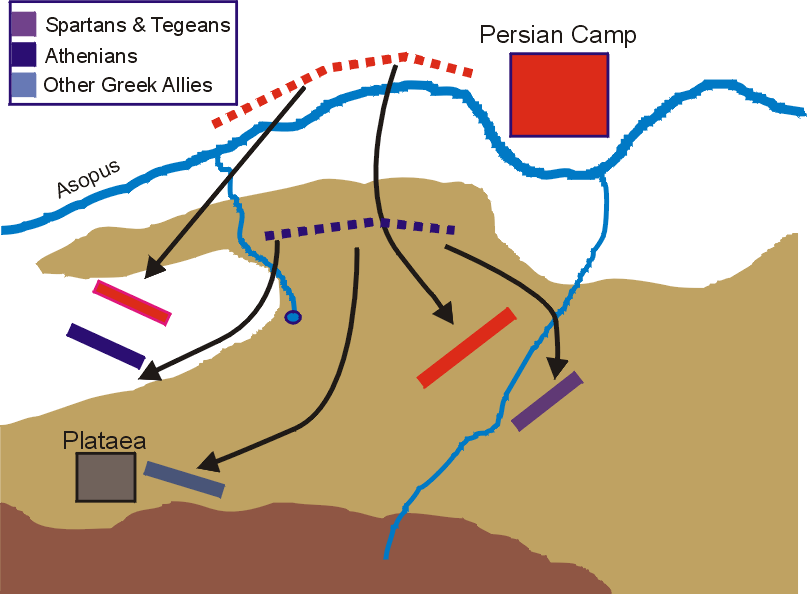
La batalla de Platea. Los griegos se retiran desorganizados y los persas cruzan el río Asopo para atacarles.

Cuando estas noticias llegaron a oídos de Mardonio, se retiró a Beocia, cerca de Platea, intentando atraer a los aliados a campo abierto donde pudiese utilizar su caballería. El ejército aliado, no obstante, bajo el mando del regente espartano Pausanias, se mantuvo en las colinas sobre Platea para protegerse ante dichas tácticas. Mardonio lanzó a su caballería en tácticas de hostigamiento contra las líneas griegas, pero el comandante de caballería murió y los ataques tuvieron escaso éxito. El resultado animó a los aliados a moverse a una posición más cercana al campamento persa, todavía en terreno elevado. Como resultado, las líneas de comunicación griegas quedaron expuestas. La caballería persa comenzó a interceptar partidas de comida y suministro, y finalmente consiguió destruir el único manantial que abastecía de agua a los aliados. Viéndose en una coyuntura tan arriesgada, Pausanias ordenó una retirada nocturna hacia sus posiciones originales. No salió demasiado bien, y los atenienses, espartanos y tegeatas quedaron aislados en distintas colinas, mientras el resto de contingentes se separaron aún más, cerca de la misma Platea. Considerando que nunca existiría una mejor oportunidad para atacar, Mardonio ordenó avanzar a todo su ejército. Tal y como ocurrió en las Termópilas, la infantería persa demostró no ser rival para los hoplitas pesados griegos, y los espartanos se abrieron paso hasta la guardia personal de Mardonio, acabando con su vida. La hueste persa rompió filas, huyendo en desbandada. 40 000 hombres consiguieron escapar por la carretera a Tesalia, pero el resto fueron atrapados en el campamento persa, donde fueron aniquilados por el ejército griego, que se hizo así con la victoria.
En las postrimerías de la batalla de Platea, Heródoto dice que los rumores de la victoria aliada llegaron a la armada griega, que en aquel momento navegaba junto a las costas del Monte Mícala en Jonia. Plenos de moral, los marineros griegos lucharon y consiguieron una victoria decisiva en la batalla de Mícala, destruyendo los restos de la flota persa. Tan pronto como los peloponesios habían marchado al norte del Istmo de Corinto, la flota ateniense bajo el mando del estrategos Jantipo se reunió con el resto de la flota aliada. La armada, ahora capaz de enfrentarse a los persas, navegó primero a Samos, base de la flota aqueménida. Los persas, cuyos barcos se encontraban en malas condiciones, no querían arriesgarse a combatir, y anclaron sus barcos en las playas a la sombra del Mícala. Un ejército de 60 000 soldados permanecía allí bajo orden de Jerjes, y la flota se reunió con ellos. Construyeron una empalizada alrededor del campamento base para proteger las embarcaciones. Sin embargo, Leotíquidas decidió atacar el campamento con los marineros de la flota. Viendo el pequeño tamaño de la fuerza aliada, los persas salieron del campo, pero los hoplitas se mostraron de nuevo superiores, destruyendo a la mayoría de la hueste persa. Los barcos fueron abandonados a manos aliadas, quienes los quemaron, acabando con el poder naval de Jerjes y marcando un punto de inflexión para el ascenso del poder naval griego.

## Consecuencias

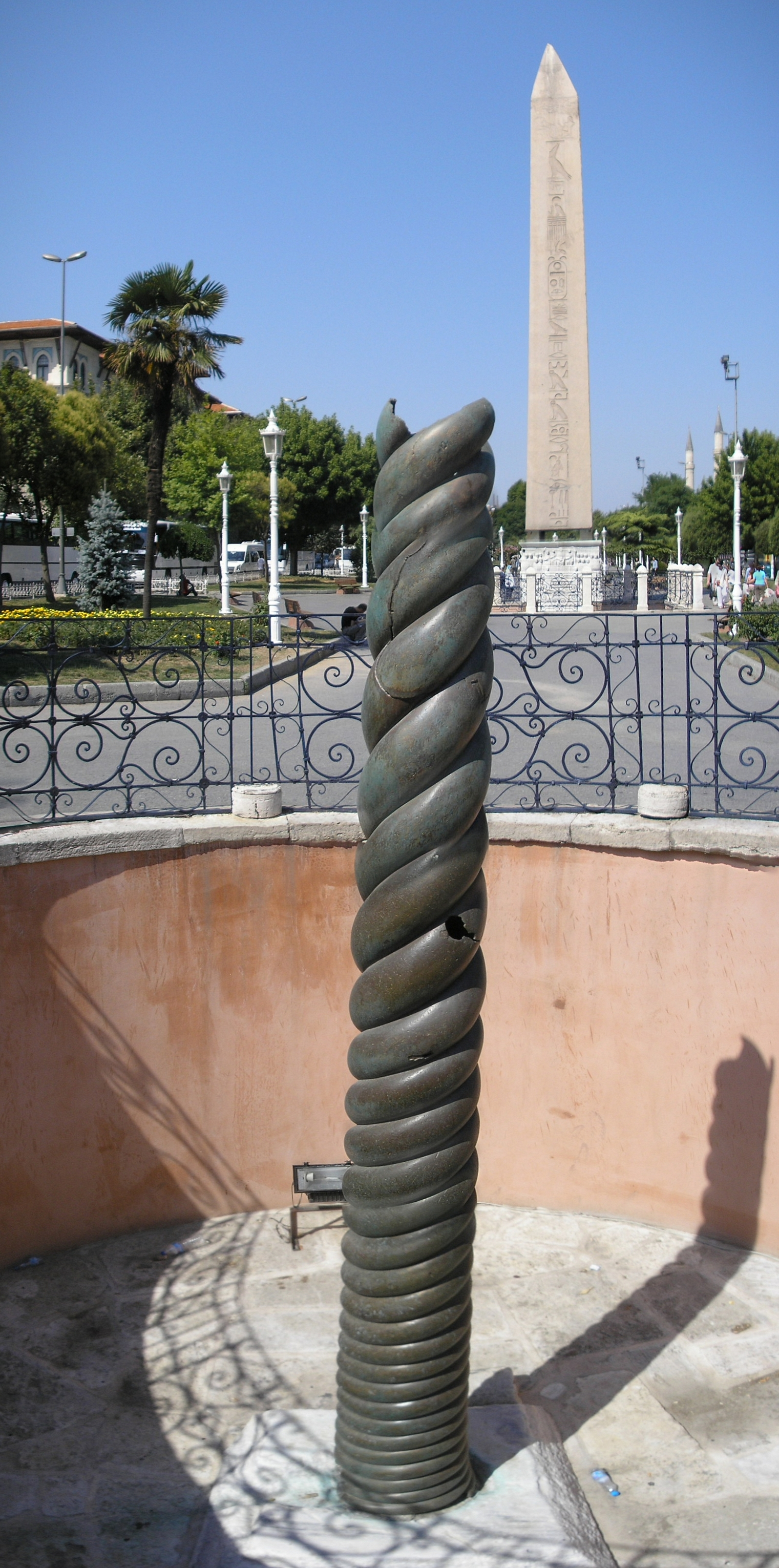
La Columna de las Serpientes, monumento dedicado por los aliados victoriosos.

Las victorias en Platea y Mícala pusieron fin a la segunda invasión persa a Grecia. Además, la amenaza de una invasión futura quedó disminuida; a pesar de que los griegos siguieron preocupados de que Jerjes volviera a intentar la conquista, con el tiempo fue evidente que el deseo de los persas por someter Grecia había mermado significativamente.
Mícala representó el inicio de una nueva fase del conflicto: el contrataque griego. Después de vencer en Mícala, la flota aliada zarpó hacia el Helesponto para romper los pontones, pero al llegar encontraron que estos ya estaban destruidos. Los peloponesios navegaron hacia su patria, mientras que los atenienses se quedaron para atacar el Quersoneso tracio, todavía en manos persas. Los persas de la región y sus aliados fueron a Sestos, la ciudad más fuerte de la zona, que fue sitiada por los atenienses; ésta finalmente cayó tras un prolongado asedio. Heródoto finaliza su  Historia después del sitio de Sestos. En el transcurso de los siguientes 30 años, los griegos, en especial la Confederación de Delos (que estaba bajo el dominio de Atenas), se ocupó de expulsar a los persas de Macedonia, Tracia, las islas del Egeo y Jonia. El cese de las hostilidades con Persia llegó en 449 a C. con la Paz de Calias, concluyendo medio siglo de guerra.

## Análisis táctico
El estilo de guerra griego se había gestado durante los siglos precedentes. Giraba en torno a la figura del hoplita. Un hoplita era un miembro de las clases medias o zeugitas, quienes podían costearse la armadura necesaria para luchar de este modo.
El hoplita, según los estándares de la época, iba fuertemente defendido: Portaba un pectoral, inicialmente de bronce, aunque probablemente ya de cuero reforzado en esta época; grebas (cnémidas), yelmo completo, y un gran escudo circular llamado aspis.
Los hoplitas iban armados con una lanza larga, llamada doru, considerablemente más larga que las lanzas persas. También portaban una espada corta o xiphoi. Luchaban en una temprana formación de falange. Aunque no se conocen todos los detalles, se sabe que se trataba de una formación en filas cerradas, que mostraba un frente uniforme de escudos solapados, entre los cuales asomaban las lanzas, apuntando hacia el enemigo. Debidamente formada, representaba un arma ofensiva y defensiva formidable. Según las crónicas de la época, era necesario un gran número de infantería ligera para derrotar a una falange relativamente pequeña, si es que conseguían derrotarla. La falange era vulnerable si era golpeada desde el flanco o la retaguardia, lo que hacía especialmente peligrosa a la caballería, dada su gran movilidad y capacidad para realizar estos ataques. La armadura pesada del hoplita y su larga lanza le convertía en un luchador excelente cuerpo a cuerpo, al tiempo que le otorgaba una protección significativa contra ataques a distancia por parte de tropas ligeras, arqueros o escaramuzadores. Aun si el proyectil no era interceptado por el escudo, existía una alta probabilidad de que la armadura sí lo hiciera.

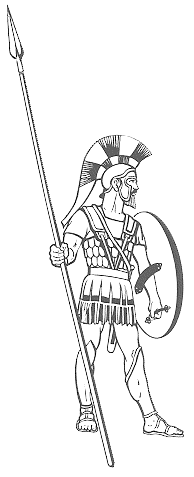
Diagrama con la reconstrucción del armamento del hoplita griego.

La infantería persa utilizada en la invasión formaba un grupo heterogéneo, reclutado en toda la extensión del Imperio. Según Heródoto, sin embargo, existía al menos una homogeneidad en el tipo de armadura que portaba y en su estilo de combate. En general, cada infante se armaba con un arco, una 'lanza corta' y una espada, portaba un escudo de mimbre, y su armadura consistía como mucho en un jubón de cuero. La única excepción a esta regla podía darse en las tropas de etnia persa, que podrían haber vestido un pectoral o armadura de escamas. Algunos contingentes podían portar una panoplia diferente; por ejemplo, los escitas, conocidos por su afinidad con el hacha. Las fuerzas de 'élite' de la infantería persa parece que consistían en las tropas de etnia persa, además de medos, casitas y escitas. Heródoto menciona específicamente la presencia de persas y escitas en Maratón. El estilo de combate utilizado por los persas consistía probablemente en mantenerse alejados del enemigo, utilizando sus arcos (o equivalente) para diezmar las filas rivales antes de acercarse cuerpo a cuerpo para ejecutar el golpe de gracia con sus lanzas y espadas.

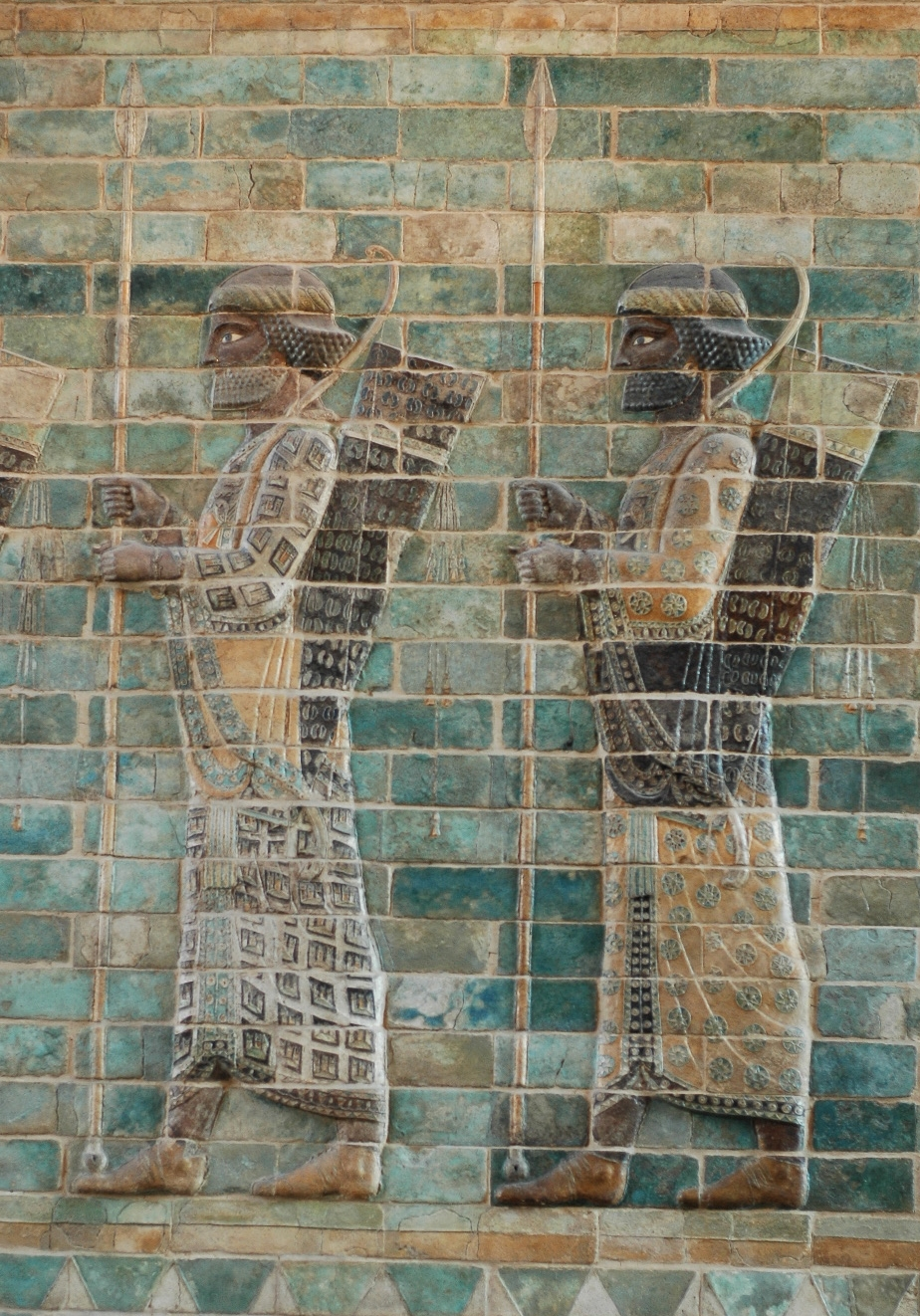
Guerreros persas, posiblemente Inmortales. Friso del palacio de Darío I en Susa. Ladrillos esmaltados, c., Museo del Louvre.

Los persas se habían enfrentado a hoplitas anteriormente, en la batalla de Éfeso. Allí, sin embargo, su caballería había derrotado fácilmente a los griegos, probablemente exhaustos tras la larga marcha. En la batalla de Maratón, por el contrario, los hoplitas atenienses mostraron su superioridad sobre la infantería persa, carente del apoyo de la caballería. Apenas sorprende, por tanto, que los persas no utilizaran hoplitas de regiones griegas bajo su control, como Jonia. Del mismo modo, Heródoto relata que los marineros egipcios que servían en la marina se encontraban bien armados, y lucharon bien contra sus homólogos griegos. Sin embargo, no viajó ningún contingente egipcio con el ejército de tierra. Podría argumentarse que los persas desconfiaban de jonios y egipcios, que se habían rebelado recientemente contra el dominio aqueménida. No obstante, contingentes de ambos pueblos fueron utilizados en la marina. Los griegos intentaron aprovecharse de los miedos persas acerca de la lealtad jónica en las filas persas pero, por lo que ha llegado de las fuentes antiguas, ambos contingentes fueron especialmente eficientes en la armada persa. Es posible que ni jonios ni egipcios fueran incluidos en el ejército simplemente porque servían en la flota: ninguna de las regiones costeras del imperio envió tropas al ejército de tierra.
En las dos principales batallas terrestres de la invasión, los aliados ajustaron claramente sus tácticas para neutralizar la ventaja persa en número y caballería: En las Termópilas ocuparon la entrada al desfiladero, mientras en Platea se mantuvieron en terreno elevado. En las Termópilas, hasta que se produjo la maniobra de flanqueo, los persas no consiguieron modificar sus tácticas de forma adecuada ante la situación, aunque no dispusieran de muchas opciones. En Platea, el hostigamiento de las posiciones griegas resultó una táctica efectiva, que forzó a los aliados a una retirada precipitada, que casi resultó desastrosa. La subsecuente ofensiva generalizada de la infantería de Mardonio, sin embargo, tuvo como resultado la derrota persa. Los combates de Mícala siguen la misma pauta: la infantería persa se lanza al combate cuerpo a cuerpo sin disponer de hoplitas en sus filas, y es totalmente derrotada. Existe poca evidencia de la utilización de tácticas complejas durante las guerras médicas. Sin embargo, tan simples como resultaban las tácticas griegas, sirvieron a sus propósitos. Es posible que los persas subestimaran el poder de la infantería hoplítica, y su incapacidad de adaptarse a combatir contra ella contribuyó a que fueran finalmente derrotados.

## Análisis estratégico
Al inicio de la invasión, los persas disponían de una clara ventaja. Independientemente de su número real, está claro que los persas llevaron un número abrumador de tropas y barcos a Grecia. Disponían de un mando unificado, y todos los comandantes respondían ante el rey. Gozaban de una eficiente burocracia que les permitía una planificación extensiva. Los generales persas ganaron experiencia en los 80 años de combates durante la formación del Imperio Aqueménida. Además, destacaban en la utilización de la diplomacia e inteligencia en guerra, como demuestran sus casi exitosos intentos de dividir la nación griega. Los griegos, en comparación, se encontraban fragmentados, y únicamente unas 30 polis se oponían activamente a la invasión persa. E incluso éstas tenían tendencia a enfrentarse entre ellas. Disponían de escasa experiencia en guerras a gran escala, habiéndose enfrentado entre ellos en pequeños conflictos de ámbito local, y sus comandantes se elegían principalmente sobre la base de su estatus político y social, y no a su experiencia o habilidad. Tal y como Lazenby se pregunta, Entonces, ¿por qué fracasaron los persas?
La estrategia persa en 480 a. C. consistía probablemente en progresar por terreno griego con una fuerza aplastante. Las ciudades a su paso debían someterse o arriesgarse a ser destruidas, lo que de hecho ocurrió en Tesalia, Lócrida y Fócida: inicialmente se opusieron a los persas, pero después fueron forzadas a someterse ante el avance enemigo. Por el contrario, la estrategia aliada se basaba probablemente en frenar el avance persa tan al norte como fueran capaces, evitando así la sumisión de tantos aliados potenciales como fuera posible. Aparte de esto, parece que los griegos asumían que, dada la aplastante superioridad numérica persa, tenían pocas posibilidades de vencer en una batalla campal, e intentaron de este modo defender cuellos de botella geográficos, donde los efectivos persas resultaran inútiles. La campaña aliada durante todo 480 a. C. sigue este contexto. Primero intentaron defender el valle de Tempe, para evitar la caída de Tesalia. Cuando se percataron de que era imposible defender la posición, se retiraron a la posición norteña más próxima: el eje Termópilas-Artemisio. El rendimiento aliado en las Termópilas fue exitoso inicialmente. Sin embargo, el fracaso en proteger el flanco derrumbó su estrategia, llevándoles a la derrota. En Artemisio la flota consiguió cierto éxito, pero se retiró debido a las pérdidas contraídas, y a que la derrota en las Termópilas convertía su defensa en irrelevante. Hasta entonces, la estrategia persa se mostraba exitosa, mientras la griega fracasaba, aunque no de una manera estrepitosa.
La defensa del istmo de Corinto por parte de los aliados cambió la naturaleza de la guerra. Los persas no intentaron atacar el Istmo por tierra, ya que sabían que no podrían quebrar dicha defensa. Este hecho basculó el conflicto hacia un enfrentamiento eminentemente naval. Temístocles propuso entonces la que a lo postre resultaría la jugada maestra de la campaña aliada: atraer a los persas a una batalla en el estrecho de Salamina. A pesar de la brillantez de la victoria, es necesario recalcar que para los persas, no era necesario luchar en Salamina para ganar la guerra. Se ha sugerido que los persas se veían muy seguros de sí mismos, o muy deseosos de finalizar la campaña. Por tanto, la victoria griega en Salamina debe ser explicada al menos en parte por un error estratégico persa. Después de Salamina, la estrategia persa cambió. Mardonio buscó aprovecharse de las disensiones en el consenso griego para fracturar la alianza. En particular, intentó ganarse a los atenienses, lo que habría dejado a la flota persa sin oposición para desembarcar en el Peloponeso. Aunque Heródoto cuenta que Mardonio buscaba atraer a los griegos a una batalla decisiva en tierra, sus acciones previas a Platea contradicen al historiador. Parece que ansiaba aceptar una batalla luchada bajo sus términos, pero esperó a que los griegos atacaran primero, o a que la alianza se colapsara indefectiblemente. La estrategia aliada en 479 a. C. fue caótica: los peloponesios acordaron marchar hacia el norte sólo para salvar la alianza, y los líderes aliados parecían incapaces de forzar una batalla que pudieran ganar. Fue el malogrado intento de retirarse de Platea lo que accidentalmente permitió a los aliados luchar bajo sus términos. Quizá Mardonio ansiaba una victoria, pero no era necesario que atacara a los aliados, y haciéndolo se enfrentó a la principal ventaja táctica que poseían los griegos: combatir cuerpo a cuerpo. La victoria griega en Platea, por tanto, también puede adjudicarse en parte a un error persa.
En conclusión, el fracaso persa es parcialmente resultado de dos errores estratégicos, que concedieron sendas ventajas tácticas a los griegos, dando como resultado dos derrotas decisivas para el bando persa. A menudo se identifica el éxito aliado con el tópico de hombres libres luchando por su libertad. Puede que este hecho influyera, y ciertamente los griegos interpretaron su victoria en estos términos. Uno de los factores cruciales del éxito aliado partió del hecho de que, habiendo formado una inestable alianza, se mantuvieron fieles a la misma, a pesar de sus escasos pronósticos. La continuidad de la alianza se vio amenazada en muchas ocasiones, pero finalmente se mantuvo. Aunque no fue la alianza por sí misma lo que venció a los persas, es de destacar que se mantuviera incluso tras la ocupación de la mayor parte de Grecia. Este hecho queda ejemplificado especialmente en los ciudadanos de Atenas, Tespias y Platea, que prefirieron continuar combatiendo desde el exilio en lugar de someterse a los persas. Finalmente, los aliados vencieron porque evitaron derrotas catastróficas, siguieron leales a su alianza, se aprovecharon de los errores persas, y porque su ventaja principal residía en los hoplitas. Esta resultaba quizá la única ventaja griega al comienzo de la campaña, y en Platea demostró que por sí sola era capaz de destruir a la fuerza de invasión persa.

## Significado e importancia

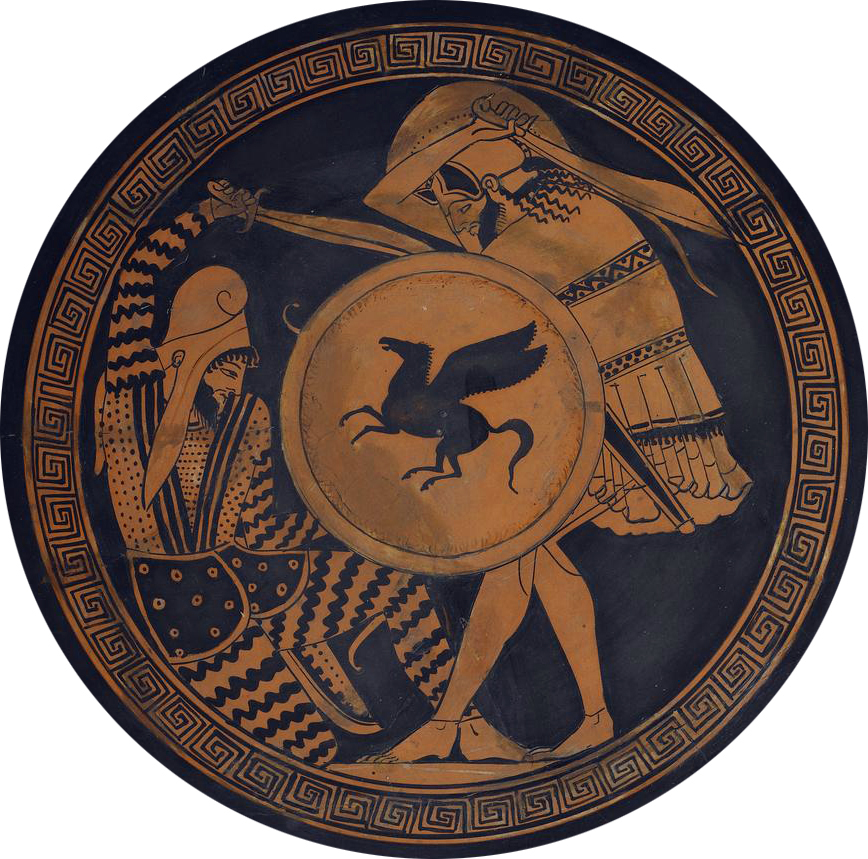
Hoplita griego y guerrero persa representados luchando. Kílix,

La segunda invasión persa de Grecia supone uno de los acontecimientos más importantes en la Historia de Europa. Un gran número de historiadores afirman que, si Grecia hubiera sido conquistada, la cultura clásica griega, que cimenta las bases de la 'civilización occidental', nunca se habría desarrollado, y por extensión, tampoco la civilización occidental. Aunque tal afirmación sea exagerada, es cierto que los griegos tuvieron conciencia de que había sucedido un hecho muy significativo.
Militarmente, no se produjo ninguna innovación específica en el ámbito táctico o estratégico durante la guerra. Lazenby opina que se trató principalmente de una «guerra de soldados», es decir, que fueron los guerreros y no sus generales quienes ganaron la guerra. La batalla de las Termópilas es utilizada muy a menudo como ejemplo de la utilización del terreno para inutilizar la superioridad numérica de un adversario. La astucia de Temístocles previa a Salamina es un buen ejemplo de la utilización del engaño en la guerra - una de las «fuerzas extraordinarias» de Sun Tzu -. La conclusión principal sobre la guerra, que reafirma los acontecimientos ocurridos en Maratón, es la superioridad del hoplita sobre la infantería persa, más ligera, en combate cuerpo a cuerpo. Una vez aprendida esta lección, el Imperio persa comenzaría a reclutar y confiar en los mercenarios griegos, especialmente tras la guerra del Peloponeso.